# Pavel Hak

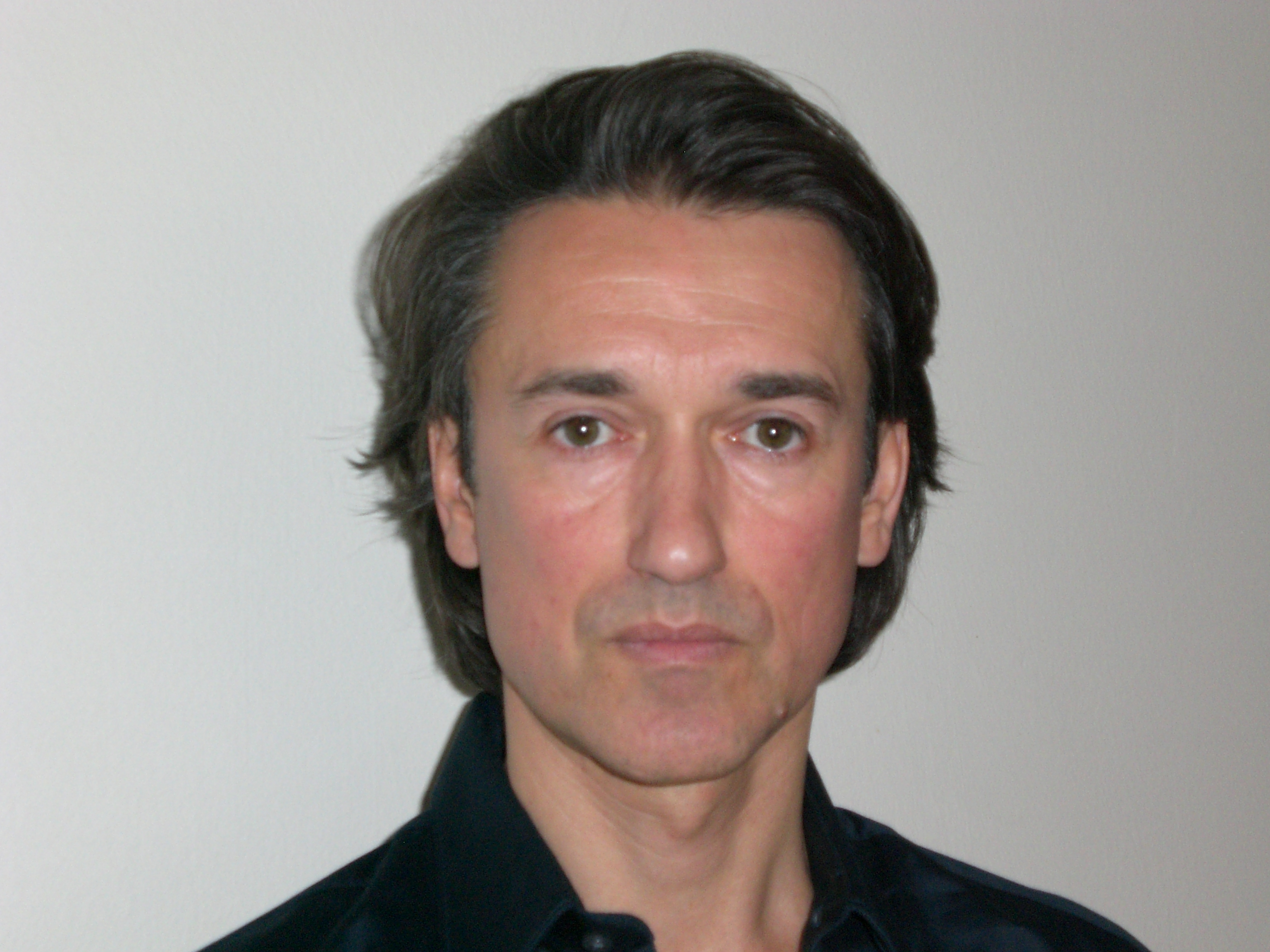
Pavel Hak

Pavel Hak (* 1962 in Tábor, Tschechoslowakei, heute Tschechische Republik) ist Tschechischer Schriftsteller, der auf Französisch schreibt. Er lebt in Paris.

## Leben
Mit fünfzehn Jahren begann der Sohn eines Elektrikers in einer Fabrik zu arbeiten. Als junger Mann floh er auf eigene Faust über Jugoslawien zunächst nach Italien, wo er eine Zeitlang illegal lebte. 1985 gelangte er nach Frankreich und studierte an der Sorbonne Philosophie. Bisher erschienen von ihm die drei Romane »Safari«, »Sniper«, »Trans« und das Theaterstück »Lutte à mort«. »Sniper« wurde als Haks bislang einziges Buch auch ins Englische übersetzt. Eine deutsche Übersetzung von »Trans« erschien 2008.

## Werke
- Safari. Tristram, auch 2001, ISBN 2-907681-33-8
- Sniper. Tristram, auch 2002, ISBN 2-907681-35-4
- Lutte à mort. Tristram, auch 2004, ISBN 2-907681-40-0
- Trans. Seuil, Paris 2006, ISBN 2-02-084252-1; dt.: Trans. diaphanes, Zürich/Berlin 2008, ISBN 978-3-03734-044-8
- Warax. Seuil, 2009, ISBN 978-2-02-099715-7
- Vomito negro. Verdier, 2011, ISBN 978-2-86432-655-7